# Boys and Girls (chanson d'Ayumi Hamasaki)
Pour les articles homonymes, voir Boys and Girls.
Singles de Ayumi Hamasaki
To Be
(1999) A
(1999)
Boys and Girls, officiellement titré Boys & Girls, est le 9e single d'Ayumi Hamasaki sorti sous le label Avex Trax, en 1999, ou son 10e single au total en comptant Nothing from Nothing attribué à Ayumi.

## Présentation
Le single sort le 14 juillet 1999 au Japon sous le label Avex Trax, produit par Max Matsuura. Il ne sort que deux mois après le précédent single de la chanteuse : To Be. C'est son premier single à sortir au format "maxi-CD" de 12 cm (nouvelle norme des singles au Japon, les précédents étant sortis à l'ancien format "mini-CD" de 8 cm), et son premier single à contenir près d'une dizaine de titres remixés en supplément.
C'est son deuxième single à atteindre la 1re place du classement de l'Oricon, en deuxième semaine, surclassé en première semaine par le single Be Together de Ami Suzuki. Il se vend à 261 750 exemplaires la première semaine, et reste classé pendant 17 semaines, pour un total de 1 037 950 exemplaires vendus durant cette période ; c'est le premier single de la chanteuse à dépasser le million de ventes.
Bien que officiellement présenté comme un single, le disque contient en fait dix titres, pour un total de près d'une heure d'écoute : la chanson-titre originale (Boys & Girls "Aube Original Mix"), six versions remixées supplémentaires en plus de sa version instrumentale, et deux remixes des chansons-titre des deux précédents singles de la chanteuse : Love ~Destiny~ et To Be.
La chanson-titre originale, composée par Dai Nagao alias D･A･I, figure en fait en deuxième position sur le disque, qui s'ouvre avec un des remix. Elle a été utilisée comme thème musical pour une campagne publicitaire pour la marque Aube de Kao. Elle figurera sur l'album Loveppears d'octobre 1999, puis sur les compilation A Best de 2001 et A Complete: All Singles de 2008. Elle figurera aussi dans des versions remixées sur neuf albums de remix de 2000 à 2002 : Super Eurobeat presents ayu-ro mix, Ayu-mi-x II version JPN, Ayu-mi-x II version US+EU, Ayu-mi-x II version Non-Stop Mega Mix, Ayu-mi-x II version Acoustic Orchestra, Cyber Trance presents ayu trance, Cyber Trance presents ayu trance 2, Ayu-mi-x 4 + selection Non-Stop Mega Mix Version, et Ayu-mi-x 4 + selection Acoustic Orchestra Version. 

## Liste des titres
Toutes les paroles sont écrites par Ayumi Hamasaki, toute la musique est composée par D・A・I sauf titre N°4 par Tsunku.
| 1.  | Boys & Girls "Mad Filter Mix" (… "MAD FILTER MIX")                        | Naoki Atsumi                | 6:54 |
| 2.  | Boys & Girls "Aube Original Mix" (… "AUBE Original mix")                  | Mix : Dave Ford             | 3:56 |
| 3.  | Boys & Girls "Higher Uplift Mix"                                          | DJ Turbo                    | 9:50 |
| 4.  | Love ~Destiny~ "Todd's Lovers Conversion" ("TODD'S LOVERS CONVERSION")    | Todd Okawa                  | 6:03 |
| 5.  | Boys & Girls "HΛL's Mix"                                                  | HΛL                         | 3:59 |
| 6.  | Boys & Girls "Melt Down Dub Mix"                                          | Dave Ford, Yasuhiro Myochin | 4:47 |
| 7.  | To Be "Bright Mix" (TO BE "Bright Mix")                                   | Hideki Hakamada             | 5:45 |
| 8.  | Boys & Girls "D-Z Psychedelic Assassin Mix" ("PSYCHEDELIC ASSASSIN MIX")  | D-Z                         | 5:09 |
| 9.  | Boys & Girls "Dub's club Remix"                                           | Izumi "D.M.X" Miyazaki      | 7:26 |
| 10. | Boys & Girls "Aube Original Mix" – Instrumental (… "AUBE Original mix" …) | Mix : Dave Ford             | 3:53 |

## Éditions vinyle
Deux disques vinyle 12" promotionnels contenant de nouvelles versions remixées de la chanson Boys & Girls sortiront en 2001 aux États-Unis sous le label Avex USA : un disque de remix par le DJ Hex Hector, et l'autre par le DJ Junior Vasquez.
| A. | Boys & Girls (Hex Hector Main Mix) | 9:15 |
| B. | Boys & Girls (Hex Hector Dub)      | 9:07 |

| A.  | Boys & Girls (Junior's Club Mix)           | 8:57 |
| B1. | Boys & Girls (Junior's Dub Mix)            | 8:57 |
| B2. | Boys & Girls (Junior's Boys & Girls Beats) | 8:15 |

## Interprétations à la télévision
- Music Station (16 juillet 1999)
- CDTV (17 juillet 1999)
- Hey! Hey! Hey! Music Champ (19 juillet 1999)
- Utaban (22 juillet 1999)
- J-Pop Night (24 septembre 1999)
- All Japan Request Awards (20 novembre 1999)
- Japan Cable Awards (3 décembre 1999)
- Super Dream Live (12 décembre 1999)
- Fresh Live (22 décembre 1999)
- Music Station Christmas Special (24 décembre 1999)
- Pop Jam Christmas Special (25 décembre 1999)
- Japan Record Awards (31 décembre 1999)
- Kōhaku Uta Gassen (31 décembre 1999)
- CDTV Special Live 1999-2000 (31 décembre 1999)
- avex Summer Paradise 2000 (31 août 2000)